# Nicolas Puydebois
Nicolas Puydebois (født 28. februar 1981 i Bron, Frankrig) er en fransk tidligere fodboldspiller (målmand).
Puydebois tilbragte hele sin karriere i hjemlandet, hvor han repræsenterede henholdsvis Olympique Lyon, Strasbourg og Nîmes. Han vandt tre franske mesterskaber med Lyon, i henholdsvis 2003, 2004 og 2005.

## Titler
Ligue 1
- 2003, 2004 og 2005 med Olympique Lyon

Trophée des Champions
- 2004 med Olympique Lyon